# Собор Святой Софии (Рим)
Собо́р Святой Софии (итал. Basilica di Santa Sofia, укр. Собор Святої Софії) — главный собор Украинской грекокатолической церкви в Италии, который был построен в конце 1969 года по инициативе патриарха УГКЦ Иосифа Слипого в Риме.

## История
Центром духовной жизни современного украинского общества в Риме является комплекс организаций на северо-западной окраине города. Прежде всего это — перестроенный стараниями предстоятеля Украинской грекокатолической Церкви Иосифа Слипого в 1967—1969 годах собор Святой Софии, который по стилю и мозаичному убранству близок к Софийскому собору в Киеве. Рядом — Украинский католический университет имени Папы Климента и украинская Малая Семинария. В помещении университета есть архив, где хранятся рукописи и другие ценные документы, например, личный паспорт семьи Михаила Грушевского.
В соборе Святой Софии проводятся богослужения, которые посещает украинская диаспора. В сотрудничестве с Римско-католической церковью Украинская греко-католическая церковь проводит богослужения на украинском языке в католических храмах более 50 городов Италии. Богослужение отправляют украинские студенты римских университетов, которые сочетают учебу с пасторской деятельностью. По экспертным оценкам, в Италии проживает и находится примерно 500 000 граждан Украины.

## Описание
Патриарх Иосиф лично составил план декоративного наполнения храма. Весь собор изнутри покрыт мозаикой. Художественное убранство собора разработал Святослав Гордынский, а мозаичные работы выполнила школа Марка Туллия Монтичелли. За главным престолом находятся мозаики Софии Божьей Премудрости и Пресвятой Евхаристии. В соборе также размещён герб Патриарха Иосифа с надписью «Per aspera ad astra» («Через тернии — к звездам»). В куполе изображен Иисус Христос в окружении архангелов и ангелов.
На витражах купола находятся изображения восьми Киево-Галицких митрополитов: Илариона (? −1055), Климента Смолятича (1147—1155), Петра Акеровича (1242—1246), Григория Цамблака (1414—1419), Исидора (1433—1458), Михаила Рогозы (? −1599), Петра Могилы (1633—1647) и Иосифа Рутского (1613—1637). На передней стене справа от святилища изображена летопись «Повести временных лет», а слева — князя Ярослава Мудрого. Напротив них соответственно — Данило-паломник, который ставит светильник «от всей Руськой Земли» на Божьем Гробе в Иерусалиме, и Владимир Мономах.
Проект иконостаса разработал Святослав Гордынский, работы в мраморе выполнил Уго Мацей, а иконы расписал иеромонах Ювеналий Мокрицкий.

На площади перед собором находится фонтан со скульптурой «Три Ангела» работы Уго Мацея.
- Собор на почтовой марке Украины 2019 года
- Собор Святой Софии в Риме. Иконостас
- Собор Святой Софии в Риме. Мозаика
- Собор Святой Софии в Риме. Скульптора «Три Ангела», работы Уго Мацея